# 認知症

OECD各国の人口千人あたり認知症者

認知症（にんちしょう、英: Dementia、独: Demenz）は認知障害の一種。狭義ではヒトの脳の後天的な器質的障害で発達した知能・知性が不可逆的に低下する状態である。初期段階は老化による物忘れと混同されやすいが、どれかが並行して起きる（物忘れに自己対処出来ない、物忘れ自体を忘却、妄想・幻覚、依存、徘徊、挑戦的行動、睡眠障害、介護への抵抗、異食・過食、抑うつ状態など）。人によって症状は様々でなる。
本項では主にヒト（人間）について記述するが、認知症は人間以外の動物（犬や猫など）でも発症する。医学的には「知能」の他に「記憶」「見当識」を含む認知障害や「人格変化」などを伴った症候群として定義される。先天的に脳の器質的障害があり、運動の障害や知能発達面での障害などが現れる状態は知的障害、先天的に認知の障害がある場合は認知障害という。単に老化に伴って物覚えが悪くなるといった誰にでも起きる現象は含まず、「病的に能力が低下して性格の先鋭化、強い承認欲求、理性的思考力衰退、被害妄想を招く症状」を指す。
日本では痴呆（ちほう）と呼ばれていた。2004年に厚生労働省の用語検討会によって「認知症」への言い換えを求める報告がまとまった。まず行政分野および高齢者介護分野において「痴呆」の語が廃止され「認知症」に置き換えられた。各医学会においても2007年ごろまでにほぼ言い換えがなされている。朝鮮半島では漢字が義務教育から廃止されたため「痴呆（症）」という漢字が問題にならず、現在もそのままである（詳細については#名称変更の項を参照）。日本では物忘れと混同されやすいため、物忘れ外来という認知症かもと思った際の専門外来もある。
2015年時点で全世界で年間6450億ドルの医療費がかかる障害だった。
認知症を治療する方法はまだ見つかっていない。安全で効果的な治療法を模索する研究が行われているが、その歩みは難航している。
予防は知的活動や他人とのコミュニケーション、身体運動などにより試みられている。日本では日本認知症予防学会が組織され、アルツハイマー症に名を残すドイツの医学者アロイス・アルツハイマーの誕生日である6月14日を「認知症予防の日」と定めている。
老化に伴う脳の器質的障害とともに、身体のいずれかが機能不全を起こすことが多かったため社会問題にはならなかった。近年では身体の老化による障害は投薬などにより機能をある程度維持することが可能になったが、脳の機能は投薬などでは劣化を防ぐことができなかったために顕在化した。

## 症状
以前よりも脳の機能が低下するが、主に以下の様な症状に分類される。

### 中核症状
程度や発生順序の差はあれ、全ての認知症患者に普遍的に観察される症状を「中核症状」と表現する。
記憶障害と見当識障害（時間・場所・人物の失見当）、認知機能障害（計算能力や判断力の低下、失語、失認、失行、実行機能障害）などから成る。
これらは神経細胞の脱落によって発生する症状であり、患者全員に見られる。病気の進行とともに徐々に進行する。

### 周辺症状 (BPSD)
全ての患者に普遍的に表れる中核症状に対し、患者によって出たり出なかったり、発現する種類に差が生じる症状を「周辺症状」、近年では特に症状の発生の要因に注目した表現として「BPSD（Behavioral and Psychological Symptoms of Dementia：行動・心理症状）」、「non-cognitive symptoms」と呼ぶ。
主な症状としては幻覚（20-30%）、妄想（30-40%）、徘徊、異常な食行動（異食症）、睡眠障害、抑うつと不安（40-50%）、焦燥、暴言・暴力（噛み付く）、性的羞恥心の低下（異性に対する卑猥な発言の頻出など）などがある。
発生の原因としては中核症状の進行に伴って低下する記憶力・見当識・判断力の中で、不安な状況の打開を図るために第三者からは異常と思える行動におよび、それが周囲との軋轢を生むことで不安状態が進行し、さらに症状のエスカレートが発生することが挙げられる。前述の通り、中核症状と違い一定の割合の患者に見られ、必ずしも全ての患者に同一の症状が見られるとは限らない。またその症状は上記のもの以外にも非常に多岐にわたり、多数の周辺症状が同時に見られることも珍しくない。中核症状が認知症の初期・軽度・中等度・重度と段階を踏んで進行していくのに対し、周辺症状は初期と中等度では症状が急変することも大きな特徴である。初期では不安や気分の沈みといった精神症状が多く、中等度になると幻覚や妄想などが発現する。
かつては中等度になると、患者は日常生活を行う能力を急速に喪失してゆくことが多いと認識されていた。そのため「周辺症状＝中等度」との固定観念が存在したが、現在では軽度でも一定の症状が発生することが分かってきた。よってその固定観念の払拭と、より原因に着目した表現としてBPSDが用いられるようになった。
| Tier | 診断                   | 有病率 | 症状                                                                           | 管理                               |
| ---- | ---------------------- | ------ | ------------------------------------------------------------------------------ | ---------------------------------- |
| 1    | 認知症なし             | -      | -                                                                              | 予防に努める                       |
| 2    | BPSDのない認知症       | 40%    | -                                                                              | 予防・進行を遅らせる処置をする     |
| 3    | 軽程度BPSDの認知症     | 30%    | 夜間騒乱、徘徊、軽い抑うつ、無気力、反復質問、シャドーイング（人に付きまとう） | プライマリケア管理                 |
| 4    | 中程度BPSDの認知症     | 20%    | 大うつ病、攻撃的言動、精神病、性的脱抑制、放浪                                 | 専門医受診のうえプライマリケア管理 |
| 5    | 重いBPSDの認知症       | 10%    | 深刻な抑うつ、叫び、激しい錯乱                                                 | 専門の認知症ケアが提供される施設   |
| 6    | 非常に重いBPSDの認知症 | 1%以下 | 物理的攻撃、深刻な抑うつ、自殺傾向                                             | 老年精神施設にて管理               |
| 7    | 激しいBPSDの認知症     | まれ   | 物理的暴力                                                                     | 集約された特別治療施設             |

激しすぎる周辺症状が発生した場合、向精神薬などを用いて鎮静化させることもあるが第一選択としては推奨されず、前述の通り不安状態、および認知能力が低下した状態での不安の打開方法としての行動が原因であるため、まずその不安の原因となっている要素を取り除くことが対処の基本となる。中核症状の進行を阻止する有効な方法は確立されていないが、適切な介護・ケア方法によって周辺症状の発生を抑え、明確な症状が見られないままターミナル期を迎えることも可能である。初期の状態での適切なケアが重要となる。

### その他の症状
実臨床においては、アルツハイマー病と白質型多発性脳梗塞の合併が多く、後者では歩行障害（パーキンソン症候群。開脚性を伴うことも少なくない）および排尿障害（進行すると尿失禁に至る）がしばしばみられる。レビー小体型認知症では、認知症・幻覚妄想と共に、歩行障害、過活動膀胱を含めた自律神経障害がしばしばみられる。

## 分類
認知症の原因となる主な疾患には、脳血管障害、アルツハイマー病などの変性疾患、正常圧水頭症、ビタミンなどの代謝・栄養障害、甲状腺機能低下などがあり、これらの原因により生活に支障をきたすような認知機能障害が表出してきた場合に認知症と診断される。
以下は原因疾患による認知症のおおよその分類
- 脳血管性認知症：Vascular dementia (VaD)[注釈 2]  - 患者の10-30%[2][17]
  - 多発梗塞性認知症広範虚血型（Binswanger型白質脳症を含む）
  - 多発脳梗塞型
  - 限局性脳梗塞型
  - 遺伝性血管性認知症：CADASILなど
- 変性性認知症
  - アルツハイマー型認知症：Alzheimer's disease (AD) - 患者の40-60%[2][17]
短期記憶障害をはじめとする認知機能障害により日常生活や社会生活に支障をきたし、緩徐な進行と、局所神経症候を伴わないことが病態の基本となる。
  - (びまん性)レビー小体型認知症：Dementia of Lewy bodies (DLB) - 患者の15-20%[17]
幻視・認知機能の急激な変動などが特徴的な認知症。パーキンソン病で見られるレビー小体が脳内に認められ、パーキンソン病の症状も見られる。認知症を合併したパーキンソン病との境界はあいまいである。
  - 認知症を伴うパーキンソン病：Parkinson's disease with dementia (PDD) [2]
パーキンソン病は、高率に認知症を合併する。27の研究のメタアナリシスによると、パーキンソン病の約40%に認知症が合併していた[18]。約30%というメタ解析データもあり[19]、その研究では全認知症症例の3.6%がパーキンソン病であった。パーキンソン病患者は、認知症を発症するリスクは、健常者の約5-6倍と見積もられており、パーキンソン病患者を8年間追跡調査した研究では、78%が認知症を発症した。
  - 前頭側頭型認知症：Frontotemporal dementia (FTD) 
かつてピック病と呼ばれていた若年性で初期から性格変化をきたす認知症は現在はFTDと呼ばれている。また広義の概念として前頭側頭葉変性症 (Frontotemporal Lobar Degeneration、FTLD) があり、意味性認知症 (Semantic Dementia、SD) や進行性非流暢性失語 (Progressive nonfluent aphasia、PNFA) （特発性進行性失語 (Primary progressive aphasia、PPA) と近縁）、進行性核上性麻痺 (Progressive supranuclear parsy、PSP) なども含まれる。
  - ハンチントン病: Huntington disease (HD) [2]
- 感染
  - クロイツフェルト・ヤコブ病
  - HIV関連認知症
  - 梅毒関連認知症
- 治療可能なもの（いわゆる'treatable dementia'）
  - 慢性硬膜下血腫
  - 正常圧水頭症
  - 甲状腺機能低下症

また、認知症患者のおよそ10%程度は混合型認知症 (mixed dementia) であり、一般的にアルツハイマー病とその他の認知症（前頭側頭型や血管性型）を併発している。
脳血管障害の場合、画像診断で微小病変が見つかっているような場合でも、これらが認知症状の原因になっているかどうかの判別は難しく、これまでは脳血管性認知症 (VaD) と診断されてきたが、実際はむしろアルツハイマー病が認知症の原因となっている、いわゆる、「脳血管障害を伴うアルツハイマー型認知症（混合型認知症）」である場合が少なくなく、純粋なVaDは7.3%と言われている。
皮質性認知症と皮質下性認知症という分類がなされる事もある。血管障害性と変性性という分類もあり、Hachinskiの虚血スコアが両者の区別にある程度有用である。日本では従来より血管性認知症が最も多いといわれていたが、最近はアルツハイマー型認知症が増加している。

### 軽度認知障害
軽度認知障害（Mild Cognitive Impairment：MCI）とは、正常老化過程で予想されるよりも認知機能が低下しているが、認知症とはいえない状態。認知症の前段階にあたるが、認知機能低下よりも記憶機能低下が主兆候となる。主観的・客観的に記憶障害を認めるが、一般的な認知機能・日常生活能力はほぼ保たれる。「認知症」の診断ができる程度に進行するまで、通常5〜10年、平均で6〜7年かかる。医療機関を受診した軽度認知障害では、年間10%〜30%が認知症に移行するとされる。さらに、単に軽度の記憶障害のみの例より、他の認知障害を合わせて持つ例の方が、認知症への進行リスクははるかに高い（4年後の認知症への移行率は、記憶障害のみの場合は24%、言語・注意・視空間認知の障害のいずれかの合併例では77%であった）。
認知症における疾患修飾治療（disease-modifying therapy）、いわゆる根治療法を企図した100以上の臨床試験がすべて失敗に終わり、少なくともMCIの段階からの治療開始が望ましいと考えられている。しかし、MCIから認知症への進行を確実に食い止める治療法はまだ見つかっておらず、認知症治療薬の効果はないとする研究が多い。そのため予防的観点から、認知機能を維持する成分（DHA、イチョウ葉エキス、エルゴチオネインなど）を含んだ機能性表示食品の研究も活発に行われている。
MCIの段階では、軽症であるがゆえにその背景にある病気、つまりアルツハイマー病の前駆段階なのか、血管性認知症の前駆段階なのかを判定するのがしばしば困難であること、さらに2013年の報告 (Brain 2013) では、80歳以上のアルツハイマー病患者の8割が何らかの脳血管障害を伴っていることが明らかとなり、脳血管障害に対する介入が、血管性認知症はもちろんのこと、アルツハイマー病の前駆段階であるMCI（MCI due to ADと呼ばれる）に対しても有効なのではないかという期待が世界中で高まっている。日本でも、脳血管障害に対する治療薬がMCIに対して有効かどうかを確かめようとする医師主導治験 (COMCID Study) が2015年（平成27年）5月より始まっている。
国立長寿医療研究センターの研究班がまとめた発表によると、認知症の前段階と言われるMCIの高齢者を4年間追跡調査してみたところ、14%が認知症になったものの、46%は正常に戻った。研究は、認知症患者ではない65歳以上の住民約4200人を2011年から4間追跡、国際的なMCI判定基準に基づく150項目に回答する形での認知機能検査により、最初の時点で約740人（18%）がMCIと判定された。4年後に同じ検査を行ったところ、MCIと当初判定された人の46%は正常範囲に戻っていた。この認知機能検査は、記憶力・注意力・処理速度・実行機能の4項目を検査するが、MCIの中でも、1項目だけスコアが低いタイプが正常に戻った割合が39〜57%であるのに対し、複数の項目のスコアが低いタイプは20%台であった。MCIの中でも、問題のある項目が少ないほど回復率が高い傾向があった。また、4年の間に認知症と診断された人の割合は、当初MCIと判定された人では14%と、当初正常だった人の5%に比べ、大幅に高くなっていた。

### 若年性認知症
65歳未満で発症する認知症である場合は「若年性認知症（Young onset dementia, YOD）」と呼称されている。有病率は研究途中ではあるが、45-64歳の人口10万あたりの男性で101-120人、女性で61-77人というデータがある。

### 3型糖尿病
アルツハイマー型認知症は糖尿病と深い関連があることから、別名として「3型糖尿病」と呼ばれる。

## 原因

### 運動不足
毎週5時間の運動は、認知症の症例数の減少につながる。

### 危険因子
年齢
最大の危険因子である（特にアルツハイマー型）ことが知られている。23の疫学研究を基にしたメタ分析では、年齢とともにアルツハイマー型の発症率が指数関数的に上昇することが示された。また、75〜85歳の高齢者の追跡調査したthe Bronx Aging studyでは、認知症全体の発症率が85歳まではゆっくり上昇し、85歳を越えると急激に上昇する、というデータが得られている。
家族歴
片親が認知症の場合、本人が発症する危険は10〜30%上昇する。特に、片親が早期発症のアルツハイマー型認知症の場合、本人発症の危険はかなり高くなる（例えば親の発症が50代前半なら、本人発症の危険は約20倍）。
遺伝因子
神経保護に関与するApolipoprotein Eの遺伝子型e4などがアミロイド沈着に関係すると言われる。他の遺伝子で危険因子として確定しているものはない。
各種薬物（医薬品や漢方薬、サプリメントなど）による薬害
- 認知症の数十万人｢原因は処方薬｣という驚愕 危険性指摘も医師は知らず漫然投与で被害拡大（東洋経済オンライン2020年１月22日記事）

血圧降下剤による薬害
抗コリン剤による薬害
- 抗うつ、抗パーキンソン、泌尿科領域などの抗コリン剤が認知症リスクと強く関連(症例対照研究)（薬害オンブズパースン会議2018年7月23日記事）

ベンゾジアゼピン短期使用
ベンゾジアゼピンの短期使用は、認知症やアルツハイマー病のリスクを少し増加させる。しかし、長期使用はリスク増加に関連付けられていない。このことから、短期使用とリスク増加の関連は、前駆症状の治療を表した可能性が示唆される。
- ベンゾジアゼピン系薬物に関する要望書（薬害オンブズパースン会議 2015年10月28日） ※　主に欧米各国においては、ベンゾジアゼピン系薬物の長期連用による依存を防止するために、何らかの方法により継続処方期間に規制をかけている（2〜4週間としている国が多い）。日本の多くの医者は無頓着である。
- 睡眠薬で高齢者を｢寝かせきり｣病院･施設の闇 人手不足で現場は疲弊､危険性が伝わらない（東洋経済オンライン2020年1月26日記事）　※　記事では医療や介護の手間を省くため入所の高齢者にベンゾジアゼピン系の薬剤が恒常的に投与されている実態が報じられている。

Z薬（アルファベットのＺで始まる名称のものが多いことからの俗称。Z薬を参照。）
60歳以上の患者におけるZ薬の定期的な使用は、認知症のリスク増加と有意な関連を示した。補正後のオッズ比は 1.21 (95%CI: 1.13 - 1.29) であった。長時間タイプは関連が少し強かった。
酒さ (Rosacea)
病院で酒皶 (Rosacea) の診断を受けた患者は認知症のハザード比が 1.42 (95%CI: 1.17 - 1.72)、アルツハイマー型認知症のハザード比が 1.92 (95%CI: 1.44 - 2.58) と報告された。酒さは認知症、特にアルツハイマー型と有意な関連を示した。
動脈硬化の危険因子
高血圧・糖尿病・喫煙・高コレステロール血症などが、脳血管型やアルツハイマー型などの本症の危険因子となる。
加齢関連認知低下（Aging-associated Cognitive Decline：AACD）
記憶障害のみにとどまらず認知機能低下をも含む、「広義の軽度認知障害」の概念のひとつとして国際老年精神医学会が診断基準をまとめたもの。
加齢関連認知低下とは、6か月以上にわたる緩徐な認知機能の低下が本人や家族などから報告され、客観的にも認知評価に異常を認めるが、認知症には至っていない状態である。認知機能低下は、(a)記憶・学習、(b)注意・集中、(c)思考（例えば、問題解決能力）、(d)言語（例えば、理解、単語検索）、(e)視空間認知、のいずれかの面に該当する。
ある地域の高齢者を対象にした研究では、3年後での認知症への進行率は、軽度認知障害が11.1%、加齢関連認知低下では28.6%であった。しかも、軽度認知障害の一般地域高齢者に占める割合は3.2%のみだが、加齢関連認知低下は19.3%にも上る、と報告されている。
イソフラボンのリスク
イソフラボン摂取が多い対象者では、認知機能障害のリスクが高かった。一方で、大豆製品の摂取量、豆腐、みそ、納豆、発酵大豆食品の摂取量は、認知機能障害との統計学的有意な関連は認められなかった。さらに、大豆の腸内細菌の代謝物であるエクオールに認知症リスクを低下させる可能性が報告されている。

### 難聴との関係
アメリカ国立加齢研究所 (NIA) 縦断研究部門長ボルティモア加齢縦断研究責任者のLuigi Ferrucci博士らの研究で、難聴を有する成人はそうでない成人に比べて、認知症およびアルツハイマー病を発症するリスクが高く、難聴が重度であるほどリスクも高いことを突き止めた。この研究は、36-90歳の男女639人を対象に、難聴と認知症との関連性について調べたもので、1990年の研究開始時に認知症が認められた被験者はいなかった。研究グループは4年間にわたり、認知力と聴力検査を実施し、2008年まで平均約12年に及ぶ追跡調査を行い、認知症やアルツハイマー病の徴候をモニターした。その結果、125人の被験者が「軽度」、53人が「中等度」、6人が「重度」の難聴と診断された。最終的には、58例が認知症と診断され、そのうち37例はアルツハイマー病であった。軽度の難聴では認知症リスクがわずかに上昇し、中等度と重度の難聴を持つ患者ではリスクが大幅に増大していた。また、60歳以上の被験者では、認知症発症リスクの36%超が難聴と関連していることが分かった。難聴が悪化するほどアルツハイマー病のリスクは増大し、聴力が10デシベル低下するごとに、発症リスクは20%ずつ増大した。研究結果は、医学誌「Archives of Neurology（神経学）」2011年2月号に掲載された。この結果に関連して、アメリカのアルバート・アインシュタイン医科大学のリチャード・B・リプトン博士は『HealthDay News』2月14日付にて、「難聴は加齢の生物学的測定値の一種かもしれない。また、難聴は神経細胞の損傷の結果生じた可能性があり、仮に聴覚を介在するニューロンに障害があるなら、記憶やより高度の認知機能をつかさどる神経細胞の損傷マーカーにもなる」と述べた。

## 診断
意識障害時には診断できない。ICD-10とDSM-IVでさえ診断基準は異なるが、一般に、日常生活に支障が出る程度の記憶障害・認知機能の低下の2つの中核症状が見られる時に診断する。周辺症状の有無は問われない。機能が以前と比べて低下していることが必須であり、生まれつき低い場合は精神遅滞（知的障害）に分類される。
記憶・認知機能などの程度を客観的に数値評価する検査としてWAIS-R（ウェクスラー成人知能検査）などがあるが、施行に時間を要し日常診療で用いるには煩雑である。簡便なスクリーニング検査としては、世界的にはミニメンタルステート検査 (MMS、MMSE) が頻用されている。日本では聖マリアンナ医科大学の長谷川和夫らが開発した「長谷川式認知症スケール」(HDS-R)がよく利用される。
軽程度・疑わしい認知症患者については脳波検査も含めるべきである。
英国国立医療技術評価機構 (NICE) はアルツハイマー型認知症、脳血管性認知症の診断基準にはNINCDS-ADRDAアルツハイマー基準、前頭側頭型認知症の診断基準にはLund–Manchester基準を推奨している。

### 鑑別疾患
せん妄、FTD、クロイツフェルト・ヤコブ病が疑われる場合には、脳波検査を検討すべきである。
うつ病、せん妄と間違われやすい。難聴とも鑑別を要する。
- 認知症は、日内変動を伴わず、ゆっくり記憶障害から発症する[38]。深刻さを欠き、質問に対してははぐらかしたり怒ったりする。原因が必ずしも特定されない。
- うつ病は、日内変動が強く典型的には朝に悪化し[38]、比較的急激に抑うつ症状から発症する。自責的で深刻味をおび、質問に対する返答は遅れたりわからないと言ったりする。早期覚醒も見られる[38]。
- せん妄は、日内変動が強く急激に発症し、対話が成立しないこともある[38]。薬剤・身体疾患などの原因が存在する。せん妄の可能性がある場合は中間尿検査を必ず行う[36]。

### 検査

#### 神経心理学的検査
知能検査をはじめとする神経心理学的検査が診断および重症度評価などに用いられる。記憶検査としてはウェクスラー記憶検査法 (WMS-R) や日本語版リバーミード行動記憶 (RBMT) が標準とされているが認知症診療では実際的ではないため、ここでは認知症で用いられる検査を中心に概説する。認知症の評価、スクリーニングでは記憶など中核症状、BPSD、ADLの3つの症候を扱う。それぞれ質問式の認知機能検査を用いたり観察式の行動評価尺度を用いたりする。それぞれの検査の特徴を以下にまとめる。
| 質問式                                       | 観察式                                               |
| -------------------------------------------- | ---------------------------------------------------- |
| 最低限の情報で実施可能                       | 十分に把握している家族、介護スタッフが必要           |
| 本人のみであっても実施可能                   | 家族などからの情報のみで評価可能                     |
| 本人が協力的でなければ実施不可能             | 本人が拒否的であっても評価可能                       |
| 著しい視聴覚障害があると実施不可能           | 視聴覚障害の影響をほとんど受けない                   |
| 施行者によるばらつきは少ない                 | 結果のばらつきを減らすにはマニュアルによる訓練が必要 |
| 居宅、入院、入所を問わない                   | 評価項目によっては入院、入所では評価できない         |
| 認知機能障害は評価できるがBPSDは評価できない | 認知機能障害もBPSDも評価できる                       |

##### 質問式の知機能障害を測定する尺度
General practitioner Assessment of Cognition (GPCOG) やMini-CogおよびMemory Impairment Screen (MIS) は日本語版が作成されていないため一般的ではない。
長谷川式認知症スケール (HDS-R)
長谷川和夫によって作成された認知症診断のための簡易スケールで、現在日本で最も広く使用されている。かつては「長谷川式簡易知能評価スケール」と呼ばれていたが、2004年4月に痴呆症から認知症へ改称されたことに伴い現在の名称に変更されている。自分の年齢や現在の日付、現在位置や物の名称、簡単な引き算などの9つの設問からなり、最高得点は30点であり20点以下を認知症の疑いありとする。あくまで簡易スクリーニング検査であり、認知症との判断を下したり重症度分類の際には使用されない。参考となる平均点は非認知症は24.3±3.9点、軽度は19.1±5.0、中等度15.4±3.7、やや高度10.7±5.4、非常に高度4.4±2.6とされている。
ミニメンタルステート検査 (Mini-Mental State Examination, MMSE)
国際的には最も普及している方法で、英国・豪州では推奨されている。日本でも長谷川式認知症スケールと併用されることが多い。11の設問からなり、満点は30点。原法では20点以下を認知症としたが23点以下を認知症とするのが2010年現在は一般的である。HDS-Rと比較して記憶に関する負荷が低く、教育年数による影響が知られている。一方で長谷川式には存在しない、認知機能の低下による影響が大きい視空間と構成能力を判断する図形の模写を求める設問がある。
時計描画試験 (Clock Drawing test、CDT)
視空間と構成能力を評価する簡便な検査法である。時計の文字盤を書いてもらい、指定した時刻を示す長針と短針を書き加えてもらうだけの簡便な検査である。課題としてはコンセンサスを得られた採点法が存在しないことである。
The Seven Minites Screen (7MS)
軽度のADと健常者の区別にすぐれた検査法であり、高感度、高特異度であるがベットサイドで簡便に行うことはできない。
年齢と生年を質問するスクリーニング法
2つの簡単な質問「あなたは何歳ですか」「あなたは何年生まれですか」のみを用いるスクリーニングは有用という報告がある。「2つの質問への回答がどちらも誤っているときには認知症である」とすると感度61.2%、特異度97.8%、陽性適中率44.5%、陰性適中率98.9%であった。
Alzheimer's Disease Assessment Scale (ADAS)
臨床的に診断されたADに対するコリン作動薬による認知機能の変化を評価すること目的としている。スクリーニングとして用いられることはない。ADASの認知機能下位尺度であるADAS cog.が臨床試験でよくも用いられる。アルツハイマー型認知症では年間得点変化が9-11点であり、変化は軽度と高度認知症では小さく、中等度認知症では大きい傾向が指摘されている。
Severe Impairment Battery
高度に障害された認知機能を評価する。
日本語版リバーミード行動記憶検査 (RBMT)
記憶検査であるが、日本語版では認知症にも用いられるように標準化に高齢者の被験者が含まれている。日常生活のさまざまな状況を再現しているのが特徴。
日本語版Neurobehavioral Cognitive Status Examination (CONISTAT)
多面的な評価が可能である。

##### 観察式による認知機能障害を評価する尺度
Clinical Dementia Rating (CDR)
最も一般的に用いられている観察式の認知症の重症度評価法である。健康がCDR=0、認知症の疑いがCDR=0.5、軽度認知症がCDR=1、中等度認知症CDR=2、高度認知症CDR=3と判定する。
Functinal Assessment Staging (FAST)
CDRと共に国際的に頻用されている観察式の重症度評価法である。ADLを総合的に判断し認知症の中でもADの重症度を判定することを目的とする。境界領域や軽度認知症のADL行動変化が非常に検出しやすいことが特徴である。その他の特徴としてはそれぞれのstageの期間と予後が示されている点、各stageの認知機能低下を示す状態の鑑別疾患が示されている点が特徴である。
N式老年者用精神状態尺度（NMスケール）
CDRに比べて対象者の日常生活の具体的な状況を当てはめることで評価できるため介護施設で用いられることが多い。

##### 介護者からの情報による認知症スクリーニング尺度
Short Memory Questionnaire (SMQ)
この尺度は日常生活において要介護高齢者と関わる機会の多い主たる介護者が要介護高齢者の認知障害の程度を評価するために作成されたものである。
Informant Questionnaire on Cognitive Decline in the Elderly (IQCODE)
高齢者における認知機能低下のインフォアンケート。高齢者における認知機能低下や認知症を評価するために設計された短いアンケート。

##### 日常生活動作能力 (ADL) 、道具的日常生活動作能力 (IADL) を評価する尺度
Physical self-Maintenance Scale(PSMS)/Instrumental Activities of Daily Living (IADL)
家族、介護者からの情報に基づき評価する。簡便で日常生活の中で活用可能である。認知症ではやや複雑なIADLがbasic ADLより先に障害されるため、IADLの評価の意味は大きい。
N式老年者用日常生活動作能力評価尺度 (N-ADL)
老年者および痴呆患者の歩行・起座、着脱衣などの日常生活動作能力を多面的にとらえ、点数化して評価する行動評価尺度である。
認知症のための障害評価表 (Disability Assessment for Dementia：DAD)
基本的には在宅のAlzheimer病患者を対象とした尺度である。運動機能障害のない患者に対して行われる。
ADCS-ADL (Alzheimer's Disease Cooperative Study-ADL scale)
家族、介護者からの情報を基に評価がなされる。主にAD患者を対象とした治験で用いられる。

##### 認知症の周辺症状 (BPSD) を評価する尺度
Neuropsychiatric Inventory (NPI)
介護者による精神症状を評価するための方法。妄想、幻覚、興奮、うつ、不安、多幸、無感情、脱抑制、易刺激性、異常行動の10項目につき、それぞれの頻度を1〜4の4段階で、重症度を1〜3の3段階で評価する。
Behavioral Pathology in Alzheimer's Disease (Behave-AD)
ADに特徴的な妄想、盗癖、孤独への恐怖、睡眠障害などに注目したもので、薬物療法への評価を目的に使用される。
Cohen-Mansfield Agitation Inventory (CMAI)
叩く、足踏みする、叫ぶなどの行動に注目し、過去2週間の行動の頻度について38項目の質問を行うものである。

##### 抑うつ状態を評価する尺度
Geriatric Depression Scale (GDS)
老年期うつ病評価尺度。15の質問からなる。評価基準: 0-4 うつ症状なし; 5-10 軽度のうつ病; 11+ 重度のうつ病。
Cornell Scale for depression in Dementia (CSDD)
認知症でうつ病のためのコーネル尺度。19の質問からなる。評価基準: >10 おそらく大うつ病; >18 明確な大うつ病。

##### 多元的認知症評価尺度
GBSスケール (GBSS)
運動機能6項目、知的機能11項目、感情機能3項目、精神症状6項目を6段階評価とする。認知症の重症度とともに質的差異も評価できる尺度であるが、認知症の診断目的ではない。

##### 認知症の生活の質 (QOL) を評価する尺度
日本語版Alzheimer's Disease-Health Related Quality of Life (AD-HRQ-J)
アルツハイマー病を持つ人の生活の健康関連の品質を評価するために使用される。ADの人の介護者に質問される。
日本語版Dementia Quality of life Instrument (DQoL)
日本語版DQoLは29項目から構成され、(1)自尊感情、(2)肯定的情動、(3)否定的情動、(4)所属感、(5)美的感覚の5つの下位尺度から構成される。

##### 介護者の介護負担を評価する尺度
Burden Interview
負担のインタビューは、介護者が経験したストレスを反映するように設計されている。22の一連の質問に回答するように求められる。

#### 生化学検査

##### CSF Aβ
ベータアミロイド (Aβ) は脳脊髄液 (CerebroSpinal Fluid、CSF)、血漿中にAβ40とAβ42として存在する。高齢者ではCSF Aβ42が低下するがAD患者ではAβ40が高度に低下しAβ40/Aβ42比は増加する。

##### CSF タウ
タウ蛋白質はADで上昇するとされている。AD以外では血管性認知症、パーキンソン病、進行性核上性麻痺、HIV感染症では上昇は認められない。しかし前頭側頭型認知症、レビー小体型認知症、皮質基底核変性症、クロイツフェルトヤコブ病では上昇例が認められている。よりADに特異度が高い検査としてリン酸化タウが期待されている。

##### 血漿 Aβ
血漿AβもAD発症の危険因子や病態進行のマーカーとなりえる。

#### 生理検査

##### 脳波
アルツハイマー型認知症の患者では脳波は以下のように推移することが知られている。コリネステラーぜ阻害薬によって徐波が減少することが知られている。
- 正常波形
- α波の貧困化、θ波混在
- 低-中振幅θ波主体の徐波
- 中-高振幅θ、δ波にδバーストを伴う大徐波
- 大徐波の低振幅、不規則化
- 平坦化

#### 画像検査
他疾患との鑑別、認知症タイプ判別のため、認知症の疑いのある場合は画像撮影を実施しなければならない。

##### 頭部CT
脳腫瘍、慢性硬膜下血腫、正常圧水頭症などの治療可能な疾患の検出が目的となる。脳萎縮の評価はMRIに比べて劣る。内側側頭部の萎縮の評価は間接所見として側脳室下角の拡大の程度で判定するが下角の拡大が常に海馬や海馬傍回の萎縮と合致するとは限らない。

##### 頭部MRI
statistical parametric mapping (SPM) やvoxel-based morphometry (VBM) が盛んである。認知症の鑑別としてDLBとADを比較すると、ADでは海馬や側頭頭頂葉皮質の萎縮が強い。無名質はADの方が、中脳被蓋はDLBの方が萎縮が強いことが示されている。ADでは高齢発症では内側側頭部萎縮が目立つが初老期発症では側頭頭頂葉皮質の萎縮が目立つ。

##### SPECT
認知症疾患の鑑別として単一光子放射断層撮影 (SPECT) は非常に重要視されている。AD, VaD, FTDかの診断が疑わしい場合はSPECTを実施すべきである。シンチグラフィーも参照。血流は神経細胞数よりもシナプス活動を反映していると考えられており、ADではパペッツの回路として嗅内皮質と解剖学的に密接な繊維連絡を持つとされている帯状回後部や楔前部で血流低下が認められる。DLBでは後頭葉の血流低下が認められる。

##### PET
アミロイド斑を検出できるPETトレーサーが開発されておりアミロイドイメージングとして注目されている。11C-PIBが最も研究されておりADでは前頭前野や楔前部などの大脳皮質に強い集積が認められるのに対して、正常例では大脳皮質の集積は乏しいとされている。

## 管理（治療）
治療可能と判明しているタイプ以外の認知症について、治療法は存在しない。AChE薬は初期状態の認知症に多く処方されているが、しかしその利益は大きくない。
「治療可能な認知症 (treatable dementia)」の場合は原因となる疾患の治療を速やかに行う。慢性硬膜下血腫または正常圧水頭症が原因の場合は手術で治す事ができる。
ハーバード健康出版局によると、「認知症様症状は決して元に戻らない」（Dementia-like symptoms are never reversible）という認識は不正確であり、バドソン医師（Dr. Budson）は「多くの場合、体調を治療することが認知症様症状を逆戻りさせるかもしれない」（In many cases, treating the condition may reverse the dementia-like symptoms）と述べている。

### 援助の方針
介護者には、認知症の介護はもどかしく非常にストレスになることを心理教育し、ネグレクトにならないよう陰性感情を認識させる。介護者についてもうつ病を罹患している可能性を診察する。
介護保険、障害年金、デイケア通所など社会資源の利用も有用である。専門医（老年内科、精神科、神経内科など）、介護職（介護福祉士など）の協力・連携の元にチーム医療を行う事が望ましい。

### 心理療法
軽中程度の認知症患者（タイプを問わない）に対しては、NICEは投薬（認知機能改善を目的とする）の有無に関わらず、認知刺激グループ療法（Cognitive Stimulation Therapy）プログラムへの参加機会が与えられるべきであるとしている。日中の散歩等の運動療法や、作業療法などで昼夜リズムを整える（光療法）、思い出の品や写真を手元に置き安心させる回想法やテレビ回想法なども有効な場合がある。
患者の不安感など精神状態の影響を受ける周辺症状は、介護者がそれらを取り除く事で発症を抑制することが可能となることもある（ユマニチュード）。
BPSDに対して、多数の非薬理学的な介入の手法があるが、音楽療法などアートセラピーと行動管理技術が効果的である。興奮状態に対しては、介護施設において、パーソンセンタードケア、コミュニケーション技術の訓練、認知症ケアマッピングが、ただちに、あるいは6か月後でも有効であり、音楽療法と、活動（標準的な活動状態）は有効だが長期的な試験はなく、アロマテラピーと光療法は有効でない。
認知症患者の睡眠障害に対して、薬物を用いない方法では、光療法が有効だとするランダム化比較試験が複数存在する。

### 薬物療法
アルツハイマー型認知症 (AD) の認知機能改善薬には、アセチルコリンエステラーゼ阻害薬（AChE、抗コリン剤）としてドネペジル（商品名アリセプト）、ガランタミン（商品名レミニール）、リバスチグミン（商品名イクセロン、リバスタッチ）が存在する。NICEの2006年のガイドラインはAChEを軽中度ADへの選択肢として推奨している。
また全く異なる薬理機序に基づく治療薬にNMDA受容体拮抗薬としてメマンチン（商品名メマリー）があり、NICEは重度またはAChEが不適の中等度アルツハイマー病への管理のオプションとして推奨している。
しかしこれらの薬剤は、診断が確定された場合のみに投与すべきであり、ルーチン的に用いてはならない。NICEは、血管性認知症にAChEおよびメマンチンを処方してはならない、および軽度認知障害 (MCI) にAChEを処方してはならないとしている。
大うつ病を併発する認知症については、NICEは教育を受けた専門家によって抗うつ薬を投与すべきであるとしている。
- 米国老年医学会（英語版） (AGS) は、2014年に、認知症状改善と消化器系の副作用についての定期評価なしには、AChEを処方してはならないとしている[49]。
- オーストラリア総合医学会の2006年のガイドラインでは、AChEを投与しても最初の6か月間にて状態が安定・改善しない患者については、投与を続けても利益を得られる可能性は低いとされている[50]。
- 抗うつ、抗パーキンソン、泌尿科領域などの抗コリン剤が認知症リスクと強く関連(症例対照研究) （薬害オンブズパースン会議2018年7月23日記事）
- 日本のアルツハイマー病治療ガイドラインでの薬物治療の強い推奨は根拠に欠ける （薬害オンブズパースン会議2018年7月23日記事）

#### 薬物でのBPSD管理
また認知症患者は認知機能低下のみならず、不眠、抑うつ、易怒性、幻覚（とくに幻視）、妄想といった周辺症状 (BPSD) と呼ばれる症状を呈すことがある。これらには向精神薬の投与が有効でありえるが、第一に心理療法を試みるべきであり、薬物の正しい利用に努め、低用量にて副作用を監視しながら慎重に投与すべきである。厚労省はBPSDに対して、向精神薬は原則使用すべきではないとしている。
NICEの2006年ガイドラインは、BPSDに対して薬物介入を第一選択肢とするのは、深刻な苦痛または緊急性のある自害・他害リスクのある場合に限らなければならない、2013年の厚労省のガイドラインでは第一選択は非薬物介入が原則であり処方時には患者・保護者に承諾を取るべきであるとしている。

##### 抗精神病薬
イギリス政府は、抗精神病薬が死亡につながるため使用の削減を国家戦略としており、2006年の約17%の使用率を5年後には約7%まで減らしたことを、2013年の認知症G8サミットにて報告した。アメリカでは2016年末までに16%まで削減することを目標としている。
- 米国老年医学会 (AGS) は2014年、BPSDに対しては抗精神病薬の処方を第一選択肢としてはならないと勧告している[49]。
- 厚労省は2013年のガイドラインで、BPSDへの抗精神病薬投与は適応外処方であり、使用しない姿勢が必要で、中等度から重度のBPSDが対象となり、身体拘束を意図した投薬、多剤併用はすべきではないとしている[16]。
- NICEの2006年のガイドラインは、アルツハイマー病 (AD)、血管性認知症 (VaD)、混合型認知症について、軽度から中等度のBPSDであるならば有害事象および死亡リスクが増加するため抗精神病薬を処方してはならないとしている[注釈 4]。
  - またNICEはDLB認知症について、軽度から中等度のBPSDであるならば、重大な有害事象リスクのため抗精神病薬を処方してはならないとしている[54]。

##### 漢方薬
遠志はイトヒメハギの根で、その主治は鎮静作用であるが、『神農本草経』（後漢〜三国時代に成立）に「不忘」とあり、健忘症状に有効であることが記載されている。近年の研究では、遠志が高齢者への記憶を含めた認知機能を改善させた報告や、βアミロイド（Aβ）によるラット皮質ニューロンへの傷害を抑制した報告などがある。『神農本草経』の記載は、現在の認知症の中核症状と同等のものとは考えにくいが、健忘を使用目標のひとつとして、遠志を含有する漢方薬を考慮できる。
健忘を主治とする生薬の「遠志」を含む漢方エキス製剤は、帰脾湯、加味帰脾湯、人参養栄湯である。「遠志」を含まないが、認知症に効果が期待できる漢方薬には、抑肝散、抑肝散加味陳皮半夏、釣藤散、当帰芍薬散、八味地黄丸がある。
ランダム化比較試験 (RCT) では、抑肝散（TJ54, 構成生薬:柴胡、釣藤鈎、蒼朮、伏苓、当帰、川芎、甘草）はBPSDを有意に抑制し、かつ患者のADLを改善し、さらに介護者の介護負担感を減少させると報告されている。

##### その他
- 厚労省(2013)では、抗うつ薬は、患者のコリンエステラーゼ阻害薬に反応しない抑うつの管理において検討される。
- WHOのガイドラインではジアゼパムの使用を禁じている[9]。AGS(2014)は、高齢者の不眠症・興奮・せん妄に対して、ベンゾジアゼピンや他の催眠鎮静薬を第一選択肢とすべきではないとしている。
- ビフィズス菌MCC1274の摂取による認知機能改善作用の可能性が報告されている[60]。
- 2004年、UCLAの研究チームはアルツハイマー病モデルマウスを用いて実験を行い、クルクミンが脳におけるβアミロイドの蓄積を抑制し、アミロイド斑を減少させることを示した[61]。クルクミンが精神的機能に影響をおよぼすとの疫学的調査結果も存在する。高齢のアジア人を対象としたミニメンタルステート検査で、半年に1度以上黄色カレーを食する群において相対的に高いスコア（より健康な精神的機能）が見られた[62]。

2015年4月から機能性表示食品制度がスタートしたことにより、記憶力や注意力などの認知機能を維持・サポートする成分（DHA、イチョウ葉エキス、エルゴチオネインなど）が研究されている。機能性表示食品は、事業者の責任において、科学的根拠に基づいた機能性を表示しており、販売前に「最終製品を用いた臨床試験」または「最終製品または機能性関与成分に関する研究レビュー」を消費者庁に届出し、受理されれば表示可能となる。軽度認知障害 (MCI) や周辺症状 (BPSD) に対する作用が期待されている。

### 嚥下困難
認知症患者の多くは嚥下困難を抱えている。しかしAGSは高度の認知症患者に対し経管栄養法（胃瘻）は推奨せず、代わりに経口摂取援助を提案している。胃瘻は患者の動揺と関連性があり、身体的・薬物的拘束の使用を増加させ、褥瘡の悪化をまねく。
半夏厚朴湯（TJ16, 構成生薬:半夏、伏苓、厚朴、蘇葉、生姜）は脳血管性障害患者の嚥下反射、咳反射を改善し、障害を持つ高齢者における誤嚥性肺炎の発生を予防する。

## 疫学

2002年の100,000人あたりの認知症の障害調整生命年 (DALY)
データなし
50以下
50-70
70-90
90-110
110-130
130-150
150-170
170-190
190-210
210-230
230-250
250以上

認知症有病率は、65歳未満の労働年齢層では2-10%とまれであるが、80歳を超えると急に高まり、95歳以上になると欧州では約半数が罹患している。OECDはもし年齢別有症率が現在のペースのままであれば、20年後の欧州は認知症患者数が現在の1.5倍になると予想している。
| 年齢             | 60–64 | 65–69 | 70–74 | 75–79 | 80–84 | 85–89 | 90+   |
| ---------------- | ----- | ----- | ----- | ----- | ----- | ----- | ----- |
| 西ヨーロッパ     | 1.6%  | 2.6 % | 4.3 % | 7.4 % | 12.9% | 21.7% | 43.1% |
| 中央ヨーロッパ   | 0.9%  | 1.3%  | 3.3%  | 5.8%  | 12.2% | 24.7% | 24.7% |
| 東ヨーロッパ     | 0.9%  | 1.3%  | 3.2%  | 5.8%  | 11.8% | 24.5% | 24.5% |
| 米国             | 1.1%  | 1.9%  | 3.4%  | 6.3%  | 11.9% | 21.7% | 47.5% |
| ラテンアメリカ   | 1.3%  | 2.4%  | 4.5%  | 8.4%  | 15.4% | 28.6% | 63.9% |
| 東アジア         | 0.7%  | 1.2%  | 3.1%  | 4.0%  | 7.4%  | 13.3% | 28.7% |
| 南アジア         | 1.3%  | 2.1%  | 3.5%  | 6.1%  | 10.6% | 17.8% | 35.4% |
| 東南アジア       | 1.6%  | 2.6%  | 4.2%  | 6.9%  | 11.6% | 18.7% | 35.4% |
| オーストララシア | 1.8%  | 2.8%  | 4.5%  | 7.5%  | 12.5% | 20.3% | 38.3% |

日本については、65歳以上高齢者の有病率は3.0〜8.8%（調査によってばらつきが大きい）とされ、OECDでは2009年では6.1%と報告されている。2026年には10%に上昇するとの推計もある。
2010年には、日本での認知症患者数は約462万人（65歳以上人口の15%）、その前段階の軽度認知障害（MCI）は約400万人（13%）と推定された。2014年では、日本の認知症患者数は約500万人、社会的費用は14.5兆円と、国民医療費全体の3分の1を占めていると推計された（厚労省認知症対策総合研究事業）。また2035年には22.9兆円に膨らむ見込みとされる。
認知症高齢者は厚生労働省の統計で、2012年は462万人、2020年は602万人、2025年は675万人、2030年は744万人と推定されている。
アメリカ・バーモント大学の研究者が30,000人以上を平均3.4年追跡したところAB型は認知症との関連が見られた。RTIインターナショナルの研究者が現在までの発見をまとめており、血液の凝固の因子がかかわる可能性があり、O型以外がなりやすい可能性があり、心臓疾患や糖尿病、高血圧との関りから認知症になりやすくなっているような可能性も考えられる。関係するFVIIIの体内濃度は、AB型>B型>A型>O型の順である。

## 社会的諸問題

### 経済的コスト
認知症に対しての経済的コストは、オランダでは保健支出の5.5%、ドイツでは3.7%を占めている。コストの総額は、全世界では推定6450億ドル（2010年、スイスのGDPと同額）、米国では1680-2300億ドル、欧州全体では2130億ドルに上ると試算されている。

### 介護問題
介護については、現在でも多くの家族が認知症患者を介護しているが、その負担の大きさから心中問題に発展する事もある。認知症患者の介護は、24時間の見守りが必要であり、これは地域ぐるみでないと対策は難しい。患者の多くは死ぬ場所に自宅を希望しているが、現状では大部分は病院で亡くなっている。
しかし、この問題は家族や貧困の問題とされており、社会問題とされることはまだまだ少ない。日本においては、患者の9割近くが65歳以上であり65歳未満の初老期の認知症患者（若年性認知症）の対策が遅れているため、その患者の家族負担は65歳以上よりも重いとされている。介護保険においては、要支援2以上の患者が認知症高齢者グループホームを利用できる。

### 介護士の負担
2018年に70代の認知症の男性が包丁を持って施設内部を徘徊していたのを発見した際に介護士の男性が包丁を取り上げたところ、襲いかかってきたために自衛のために投げ倒し、認知症の男性が軽傷を負った。高山市はこれを認知症患者への介護士による虐待と判断した。岐阜県は虐待にあたるか捜査中である。認知症患者の面倒を見る介護職員の9割近くがセクハラや暴言などを受けている。

### 自動車運転をめぐる問題
判断力が低下した認知症患者による自動車運転などの問題もある。各県の公安委員会は認知症にかかっている者の運転免許を取消しまたは停止することができる（道路交通法第103条）。認知症関連5医学会は連名でガイドラインを策定し、認知症が判断した際は、医師は患者および家族に対し自動車運転の中止ならびに運転免許証返納を行うよう説明し、かつその点をカルテに記載するよう勧告している。

### 鉄道事故をめぐる問題
認知症患者（疑いがある場合も含む）が鉄道事故に巻き込まれるケースが、2005年度から2012年度までの8年間で149件発生していることが明らかになった。事故被害者のうち115人は死亡しているが、こうしたケースについて鉄道事業者が、事故被害者が認知症であることを考慮せずに賠償請求をするケースが多く見受けられており、安全対策や、誰が賠償責任を負うかなど、新たな課題として浮上している。事故被害者の遺族らからは、四六時中の見守りは無理などとして、鉄道事業者の動きに反発する声が強い。

2007年12月に認知症の男性がJR共和駅で線路内に下りて起こした事故でJR東海が親族に約720万円の賠償を求める訴えを起こしたが、2016年3月1日、最高裁はこの損害賠償請求を棄却し、認知症患者やその家族にとっては画期的な判決となったが、国の政策も含め、責任能力がない人が起こした事故の損害回復をどうすべきかという課題も浮かび上がった。

### 所在不明者をめぐる問題
警察庁のまとめによると、2013年、捜索願（行方不明者届）が出された認知症の人の数は1万322人であり、2012年度と2013年度に届出のあった19,929人の不明者のうち、2014年4月現在所在が確認できていない人数が258人である。一方で警察に保護されたものの住所や名前などの身元不明の人が13人（2013年5月現在）いた。
2019年6月20日の警察庁の発表によれば、2018年中に警察に届け出があった認知症の行方不明者はのべ16,927人で、前年比1064人増であり、統計を取り始めた2012年から連続で増加、最多となった。行方不明者全体87,962人に占める割合は19.2パーセントで過去最大。70歳以上が9割を占めた。
2023年6月の2022年中に全国の警察に届け出のあった認知症の行方不明者はおよそ1万8700人と10年連続で増加し、最多を更新。
77.5%は届け出を受理した当日に、99.6%が受理から1週間以内に所在が確認されている。

### 法的保護
既に、認知症患者を対象にした悪徳商法などが発生している。悪質リフォームや、金融機関による認知症患者の金融商品の無断解約などは、発生・発覚時にはよく報じられるが、解決策について議論されることは少ない。このため、家族などや弁護士や司法書士、社会福祉士、地域包括支援センター、成年後見人制度による対策が求められている。
法曹関係の論文では「判断不十分者」という語で認知症患者を指す場合がある。

### 刑事手続
- 2010年に認知症と診断された大阪府在住の82歳の男性が、無免許運転の容疑で略式起訴され堺区検から罰金刑を受け、納付しなかったために大阪刑務所の労役場に留置された。この男性は、認知症で判断力が低下しており、また、相当額の年金収入があり強制執行が可能であるにもかかわらず、検察側は事情を考慮せず労役場に留置したなどとして、同区検を相手取り大阪地方裁判所に訴えを起こした[89]。
- 執行猶予期間中に再び万引き行為を行った認知症患者に対し、2016年4月12日に神戸地方裁判所で、再び執行猶予付きの判決が言い渡された。当該判決は、被告を診察した医師の「行動を抑制し難い状況にあった」との証言が受け入れられた形となった[90]。
- 執行猶予期間中だった認知症患者の女性が2015年8月に、青果店で万引きをしたとして逮捕・起訴され、一審の高知地方裁判所では懲役8ヵ月の実刑となったが、二審の高松高等裁判所は2016年6月21日に「一審では認知症の精神鑑定が行われておらず違法」として、審理を同地裁に差し戻した[91]。

## 名称変更

### 経緯
日本老年医学会において、2004年3月に柴山漠人が「『痴呆』という言葉が差別的である」と問題提起したのを受け、6月から厚生労働省において、医療・福祉などの専門家を中心とした用語検討会で検討が始まった。その過程において、厚生労働省は、関係団体や有識者からヒアリングを行うとともに、「痴呆」に替わる用語として選定した複数の候補例などについて広く国民の考えを問うため、ウェブページなどを通じて意見の募集を行った。この結果、一般的な用語や行政用語としての「痴呆」について、次のような結論に至った。
- 「痴呆」という用語は、侮蔑的な表現である上に、「痴呆」の実態を正確に表しておらず、早期発見・早期診断などの取り組みの支障となっていることから、できるだけ速やかに変更すべきである。
- 「痴呆」に替わる新たな用語としては、「認知症」が最も適当である。
- 「認知症」に変更するにあたっては、単に用語を変更する旨の広報を行うだけではなく、これに併せて、「認知症」に対する誤解や偏見の解消などに努める必要がある。加えて、そもそもこの分野における各般の施策を一層強力にかつ総合的に推進していく必要がある。

国民の人気投票では「認知障害」がトップであったが、従来の医学上の「認知障害」と区別できなくなるため、この呼称は見送られた。こうして2004年12月24日付で、法令用語を変更すべきだとの報告書（「痴呆」に替わる用語に関する検討会報告書）がまとめられた。厚生労働省老健局は同日付で行政用語を変更し、「老発第1224001号」により老健局長名で自治体や関係学会などに「認知症（にんちしょう）」を使用する旨の協力依頼の通知を出した。関連する法律上の条文は、2005年の通常国会で介護保険法の改正により行われた。
医学用語としては、まず日本老年精神医学会が「認知症」を正式な学術用語として定め、関係40学会にその旨通知した。現在の医学界では、「痴呆」はほぼ「認知症」と言い換えられている。
主に心理学や神経科学系の学会では、従来より「認知」という語を厳密に用いてきたため、学会として認知症という語に反対している。

### 行政用語の改正
平成16年12月24日付け、厚生労働省老健局長通知による「痴呆」からの改正用語例は、以下のとおりである。
- 痴呆 → 認知症
- 痴呆性高齢者 → 認知症高齢者
- 痴呆の状態にある高齢者 → 認知症の高齢者
- 痴呆性高齢者グループホーム → 認知症高齢者グループホーム

現在、第162回国会において審議されている「介護保険法等の一部を改正する法律案」による改正後の介護保険法では「脳血管疾患、アルツハイマー病その他の要因に基づく脳の器質的な変化により日常生活に支障が生じる程度にまで記憶機能およびその他の認知機能が低下した状態」として認知症を定義している。

### 表記改正への賛否議論
「痴呆」という呼び名が差別的であるとされたのは、「痴」「呆」ともに「愚か」「馬鹿」という意味を持つ漢字だからである。実際、厚生労働省のアンケートでは、「痴呆」という呼称が一般的な用語や行政用語として用いられる場合、また病院などで診断名や疾病名として使用される場合でも、不快感や軽蔑した感じを「感じる」人は、「感じない」人を上回った。
「痴呆」の呼び名の代替案として「認知症」とする事とした事に関して、「認知」の意味が正しく伝わらず、適切ではないのではないか、また日本語として破綻しているのではないか、という議論が出ている。
心理学会関係（検討会には参加者なし）からは、「認知」は人間の知的機能をあらわす概念であり、それをそのまま病名として用いると意味が不明確で誤解が生じる危険があるとして異論もある。社団法人日本心理学会・日本基礎心理学会・日本認知科学会・日本認知心理学会から連名で出された意見書の中でその不適切さが指摘され、代案として「認知失調症」を提起する意見書が厚生労働省に提出されている。
また、「痴呆」と言う言葉は「一度獲得された知能が、後天的な大脳の器質的障害のため進行的に低下する状態」を指し、「認知症」と言う言葉より症状を的確に表しているという意見もある。

## 日本の法制
2023年6月14日、認知症に関する初の法律「共生社会の実現を推進するための認知症基本法」が成立した。社会活動に参加する機会の確保など様々な認知症の施策に取り組み、認知症の人が暮らしやすくするのが狙い。「世界アルツハイマーデー」の9月21日を「認知症の日」と定めるとした。
国民の責務として「共生社会実現への寄与」を盛り込み、認知症施策の基本理念として7項目を掲げ、具体策として、バリアフリー化の推進、意欲や能力に応じた雇用の継続や就職に資する施策、保健医療や福祉サービスの切れ目ない提供、認知症の早期発見や早期診断や早期対応を推進、などを挙げた。政府に具体的目標や達成時期を入れて基本計画を作るよう義務づけ、自治体に計画策定の努力義務を課した。
2017年12月、愛知県大府市は、基本理念や各関係主体の役割、市の責務や施策などを定めた全国初となる「大府市認知症に対する不安のないまちづくり推進条例」を制定した。